# Annemarie Ewertsen
Annemarie Ewertsen (* 5. März 1909 in Kiel; † 26. November 1993 in Laboe) war eine deutsche Malerin und Grafikerin.

## Leben
Bereits im Kindesalter erhielt Ewertsen Zeichenunterricht. Neben ihren Tätigkeiten als technische Assistentin in der archäologischen Landesaufnahme und ab 1930 als technische Zeichnerin bei der Reichsmarine studierte sie von 1927 bis 1941 an der Kieler Kunstgewerbeschule, der Vorläuferin der Muthesius Kunsthochschule. Geprägt wurde Ewertsen hier durch den Künstler Werner Lange (1888–1955). Bereits vor dem Zweiten Weltkrieg unternahm sie zahlreiche Studienreisen innerhalb Deutschlands sowie nach Albanien, Dänemark, Italien, Österreich und Jugoslawien. Zwischen 1924 und 1943 hielt sie sich jährlich im Ostseebad Ahrenshoop auf. Im Jahr 1944 ging ihre Kieler Wohnung und ihr bis dahin geschaffenes künstlerisches Werk bei einem Bombenangriff verloren und sie ließ sich als freischaffende Künstlerin in Laboe nieder.
Zwischen 1955 und 1971 gestaltete Ewertsen im Auftrag des Deutschen Marinebundes die Wandflächen der Historischen Halle des Marine-Ehrenmals Laboe aus, wobei sie die zahlreichen im Zweiten Weltkrieg versunkenen Schiffe in Sgraffito-Technik darstellte. Für Schulen in Heikendorf und Preetz erfüllte sie Kunst-am-Bau-Aufträge. So entstand an der Heinrich-Heine-Schule Heikendorf der Kinderbaum, ein Werk in Emaille.
Ewertsens Reiselust begleitete sie ihr Leben lang und die dabei gesammelten Eindrücke bestimmten ihre Arbeiten. Ihr Werk umfasst Landschaftsdarstellungen, Interieurs und Figuren in Mischtechnik und Aquarell.

## Ehrungen
- 1984: Verdienstkreuz am Bande der Bundesrepublik Deutschland
- Verdienstnadel und goldenes Eichenblatt des Deutschen Marinebundes

## Ausstellungen
Einzelausstellungen
- 1957: Stadthallenstudio in Lübeck
- 1967, 1970, 1972/73: Schleswig-Holsteinische Landesbibliothek in Kiel
- 2025: Eine Ausstellung in drei Museen – Museum des Kreises Plön (Ausflugsziel Westküste), Künstlermuseum Heikendorf (Reiselust Skandinavien) und Probstei Museum Schönberg (Ankerplatz Laboe)[3]

Gruppenausstellungen
- 1943: Erste Ausstellung des Künstlerbundes in Kiel